# Animale (singolo)
Animale è un singolo del DJ e produttore musicale olandese Don Diablo, pubblicato il 10 ottobre 2010. Il brano vede la partecipazione del gruppo canadese Dragonette.

## Tracce
CD singolo
1. Animale (Radio Edit Short) – 3:21
2. Animale (VIP Mix) – 3:28
3. Animale (Extended Dub) – 4:54
4. Animale (Datsik Remix) – 4:09
5. Animale (Oliver Remix) – 5:50
6. Animale (TWR72 Remix) – 6:17
7. Animale (Skitzofrenix Remix) – 6:16
8. Animale (Video)

## Classifiche
| Classifica (2010) | Posizione massima |
| ----------------- | ----------------- |
| Belgio (Fiandre)  | 52                |
| Paesi Bassi       | 33                |